# NGC 996
NGC 996 ist eine Elliptische Galaxie vom Hubble-Typ E0 im Sternbild Andromeda am Nordsternhimmel. Sie ist schätzungsweise 198 Millionen Lichtjahre von der Milchstraße entfernt und hat einen Durchmesser von etwa 95.000 Lichtjahrten. Gemeinsam mit NGC 999 bildet sie ein wahrscheinlich gebundenes Galaxienpaar. Vom Sonnensystem aus entfernt sich die Galaxie mit einer errechneten Radialgeschwindigkeit von näherungsweise 4.300 Kilometern pro Sekunde.
Die Supernovae SN 1996bq und SN 2019tin wurden hier beobachtet.
Das Objekt wurde am 7. Dezember 1871 vom französischen Astronomen Édouard Stephan entdeckt.

## Galaktisches Umfeld
| Nr. | Galaxie          | Alternativname           | Rek          | Dek           | Distanz/asec |
| --- | ---------------- | ------------------------ | ------------ | ------------- | ------------ |
| →   | NGC 996          | PGC 10015                | 02h38m39.87s | +41d38m51.1s  | 0            |
| 1   | NGC 999          | PGC 10026                | 02h38m47.4s  | +41d40m14s    | 118.56       |
| 2   | LEDA/PGC 2183585 | [WGB2006] 023518+41200_e | 02h38m31.82s | +41d35m40.1s  | 211.20       |
| 3   | LEDA/PGC 2183543 | 2MASX J02385029+4135332  | 02h38m50.27s | +41d35m33.3s  | 229.86       |
| 4   | NGC 1001         | PGC 10050                | 02h39m12.6s  | +41d40m18s    | 377.61       |
| 5   | LEDA/PGC 2182555 | 2MASX J02384770+4131542  | 02h38m47.73s | +41d31m54.4s  | 425.64       |
| 6   | NGC 995          | PGC 10008                | 02h38m32.0s  | +41d31m45s    | 434.58       |
| 7   | LEDA/PGC 2185039 | 2MASX J02392843+4140491  | 02h39m28.45s | +41d40m49.1s  | 557.43       |
| 8   | LEDA/PGC 9983    | UGC 2111                 | 02h38m05.52s | +41d47m22.4s  | 640.22       |
| 9   | NGC 1000         | PGC 10028                | 02h38m49.743 | +41d27m34.86s | 685.13       |
| 10  | LEDA/PGC 2184614 | 2MASX J02394554+4139184  | 02h39m45.55s | +41d39m18.2s  | 737.05       |
| 11  | LEDA/PGC 2188118 | 2MASX J02384568+4151382  | 02h38m45.67s | +41d51m38.3s  | 769.79       |
| 12  | NGC 1005         | PGC 10062                | 02h39m29.2s  | +41d29m20s    | 771.72       |
| 13  | LEDA/PGC 2181882 | 2MASX J02375267+4129192  | 02h37m52.65s | +41d29m19.3s  | 780.21       |
| 14  | LEDA/PGC 2187534 | 2MASX J02394141+4149354  | 02h39m41.41s | +41d49m35.8s  | 943.49       |
| 15  | LEDA/PGC 2187707 | 2MASX J02394516+4150124  | 02h39m45.20s | +41d50m12.8s  | 999.11       |